# Schweizer Skimeisterschaften 1935
Die Schweizer Skimeisterschaften 1935 fanden vom 1. bis zum 3. Februar 1935 in Grindelwald und am 3. März 1935 in Kandersteg statt. Ausgetragen wurden im Skilanglauf die Distanzen 17 km und 50 km. Beim 17-km-Lauf wurde Adolf Freiburghaus und beim 50-km-Lauf Kilian Ogi Erster. Das Skispringen gewann Christian Kaufmann. Im Ski Alpin wurden die Disziplinen Abfahrt und Slalom ausgetragen. Dabei gewann Fritz Steuri die Abfahrt und Arnold Glatthard das Slalomrennen. Bei den Frauen siegte die Engländerin Jeanette Kessler in der Kombinationswertung aus der Abfahrt und den Slalomrennen. Schweizer Skimeister wurde Fritz Steuri, der die Vierer Kombinationswertung gewann.

## Vierer Kombination Männer
Die Kombination wurde über eine Punktewertung aus den Ergebnissen von Abfahrt, Skisprung, 17-km-Lauf und Slalom berechnet.
| Platz | Name             | Verein         | Punkte |
| ----- | ---------------- | -------------- | ------ |
| 01    | Fritz Steuri     | Grindelwald    | 98,13  |
| 02    | Willy Bernath    | Chaux-de-Fonds | 106,74 |
| 03    | Hans Schlunegger | Wengen         | 118,77 |
| 04    | Adolf Ogi        | SC Kandersteg  | 120,10 |
| 05    | Ernst Berger     | Zürich         | 124,01 |
| 06    | Hans Anderegg    | Ebnat          | 131,15 |

## Skilanglauf

### 17 km
| Platz | Name               | Verein         | Zeit (std) |
| ----- | ------------------ | -------------- | ---------- |
| 01    | Adolf Freiburghaus | Chaux-de-Fonds | 1:39:39,8  |
| 02    | Chevassuz          | Frankreich     | 1:39:53,2  |
| 03    | Alfred Limacher    | Luzern         | 1:40:19,4  |
| 04    | Nestor Crettez     | Champex        | 1:41:05,0  |
| 05    | Bussard            | Frankreich     | 1:41:18,8  |
| 06    | Adolf Ogi          | SC Kandersteg  | 1:41:34,6  |

Datum: Samstag, 2. Februar 1935
  Adolf Freiburghaus aus Chaux de Fonds holte mit einer Zeit von 1:39:39,8 Stunden und mit 13,4 Sekunden Vorsprung auf den Franzosen Chevassuz den Schweizer Meistertitel.

### 50 km
| Platz | Name               | Verein         | Zeit (std) |
| ----- | ------------------ | -------------- | ---------- |
| 01    | Kilian Ogi         | SC Kandersteg  | 5:33:16    |
| 02    | Peter Künzi        | SC Kandersteg  | 5:40:10    |
| 03    | Jakob Sonderegger  | St. Gallen     | 5:42:05    |
| 04    | August Sonderegger | St. Gallen     | 5:43:55    |
| 05    | Victor Borghi      | Les Diablerets | 5:46:46    |
| 06    | Adolf Jüssy        | Kientak        | 5:47:25    |

Datum: Sonntag, 3. März 1935

Den mit 55 Läufern gestarteten 50-km-Lauf gewann Kilian Ogi aus Kandersteg in einer Zeit von 5:33:16 Stunden und mit sechs Minuten und 54 Sekunden Vorsprung auf Peter Künzi.

## Skispringen

### Normalschanze
| Platz | Name                | Verein      | Punkte |
| ----- | ------------------- | ----------- | ------ |
| 01    | Christian Kaufmann  | Pontresina  | 204,7  |
| 02    | Alfred Zryd         | Adelboden   | 199,1  |
| 03    | Karl Schlumpf       | Unterwasser | 199    |
| 04    | Fritz Kainersdorfer | Unterwasser | 198,7  |
| 05    | Marcel Reymond      | Neuenburg   | 196,9  |

Datum: Samstag, 2. Februar 1935

Christian Kaufmann aus Pontresina gewann auf der Mettenbergschanze mit Weiten von 51 und 57 Metern vor Alfred Zryd und Karl Schlumpf.

## Ski Alpin

### Männer

#### Abfahrt
| Platz | Name             | Verein      | Zeit (min) |
| ----- | ---------------- | ----------- | ---------- |
| 01    | Fritz Steuri     | Grindelwald | 6:30,0     |
| 02    | Willy Steuri     | Scheidegg   | 6:33,6     |
| 03    | Arnold Glatthard | Scheidegg   | 6:35,4     |
| 04    | Arthur Schlatter | Mürren      | 6:38,6     |
| 05    | Walter Prager    | SC Davos    | 6:45,4     |
| 06    | Karl Graf        | Wengen      | 6:47,4     |

Datum: Freitag, 1. Februar 1935

#### Slalom
| Platz | Name             | Verein         | Zeit (min) |
| ----- | ---------------- | -------------- | ---------- |
| 01    | Arnold Glatthard | Scheidegg      | 1:35,2     |
| 02    | Walter Prager    | SC Davos       | 1:43,0     |
| 02    | Arthur Schlatter | Mürren         | 1:43,0     |
| 04    | Otto Furrer      | Crans          | 1:43,8     |
| 05    | Karl Graf        | Wengen         | 1:44,8     |
| 06    | Willy Bernath    | Chaux-de-Fonds | 1:48,0     |

Datum: Sonntag, 3. Februar 1935

### Frauen

#### Kombination
Die Kombination wurde über eine Punktewertung aus den Ergebnissen von Abfahrt und Slalom berechnet.
| Platz | Name              | Verein     | Punkte |
| ----- | ----------------- | ---------- | ------ |
| 01    | Jeanette Kessler  | England    | 190,63 |
| 02    | Anni Rüegg        | Chur       | 188,39 |
| 03    | Elvira Osirnig    | St. Moritz | 186,66 |
| 04    | Nini von Arx-Zogg | Arosa      | 173,76 |
| 05    | Rösli Streiff     | Glarus     | 167,22 |

Datum: Freitag, 1. Februar 1935 und Sonntag, 3. Februar 1935